# کلیسا پایده

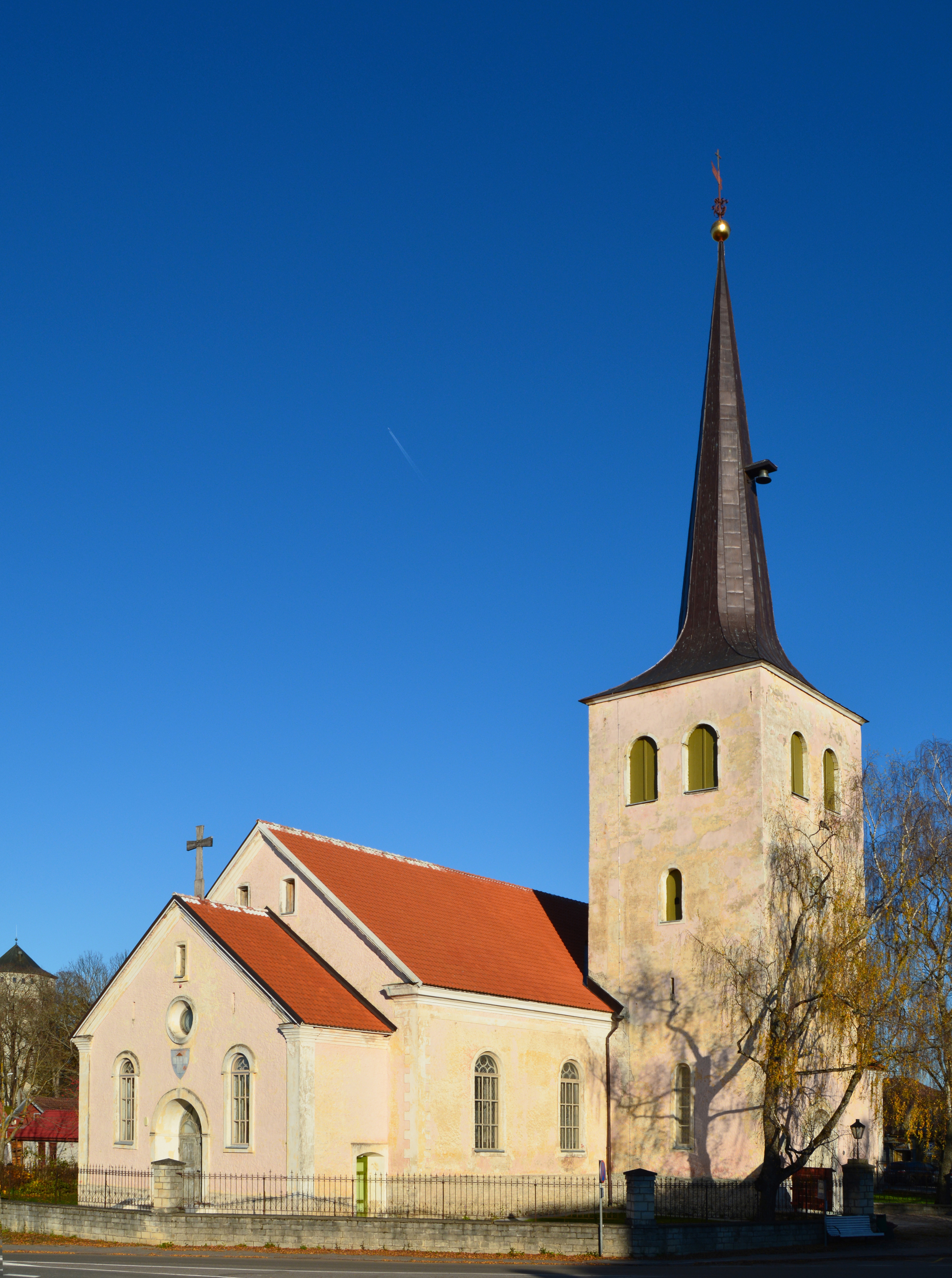
کلیسا پایده

کلیسا پایده یا کلیسا صلیب مقدس پایده (استونیایی: Paide Püha Risti kirik, آلمانی: Kirche zum Heiligen Kreuz) یک کلیسای لوتریانیسم در شهر پایده، استونی است.
این کلیسا که در قرون وسطی ساخته شده‌است در سال ۱۵۷۳ در طی محاصره ویزن‌اشتاین (نام قدیمی پایده) ویران شد. این کلیسا با یک کلیسای چوبی جایگزین شد که توسط نیروهای روسی در سال ۱۷۰۳ در جریان جنگ بزرگ شمالی سوزانده شد.
در دهه ۱۷۳۰ یک کلیسای کوچک ساخته شد که با یک کلیسای سنگی که بین سال‌های ۱۷۶۷ تا ۱۷۸۶ ساخته شد جایگزین شد. برج کلیسا به‌طور استثنایی در ضلع جنوبی کلیسا ساخته شد تا کلیسا را با میدان بازار در یک مجموعه معماری واحد پیوند دهد.
کلیسا پایده در ۱۰ مه ۱۸۴۵ دچار آتش‌سوزی و آسیب شد و کمک‌های مالی زیادی برای تعمیر جمع‌آوری شد اما در طول سالهای ۱۹۰۹–۱۹۱۰ کلیسا تحت بازسازی بزرگتری قرار گرفت.

## نگارخانه

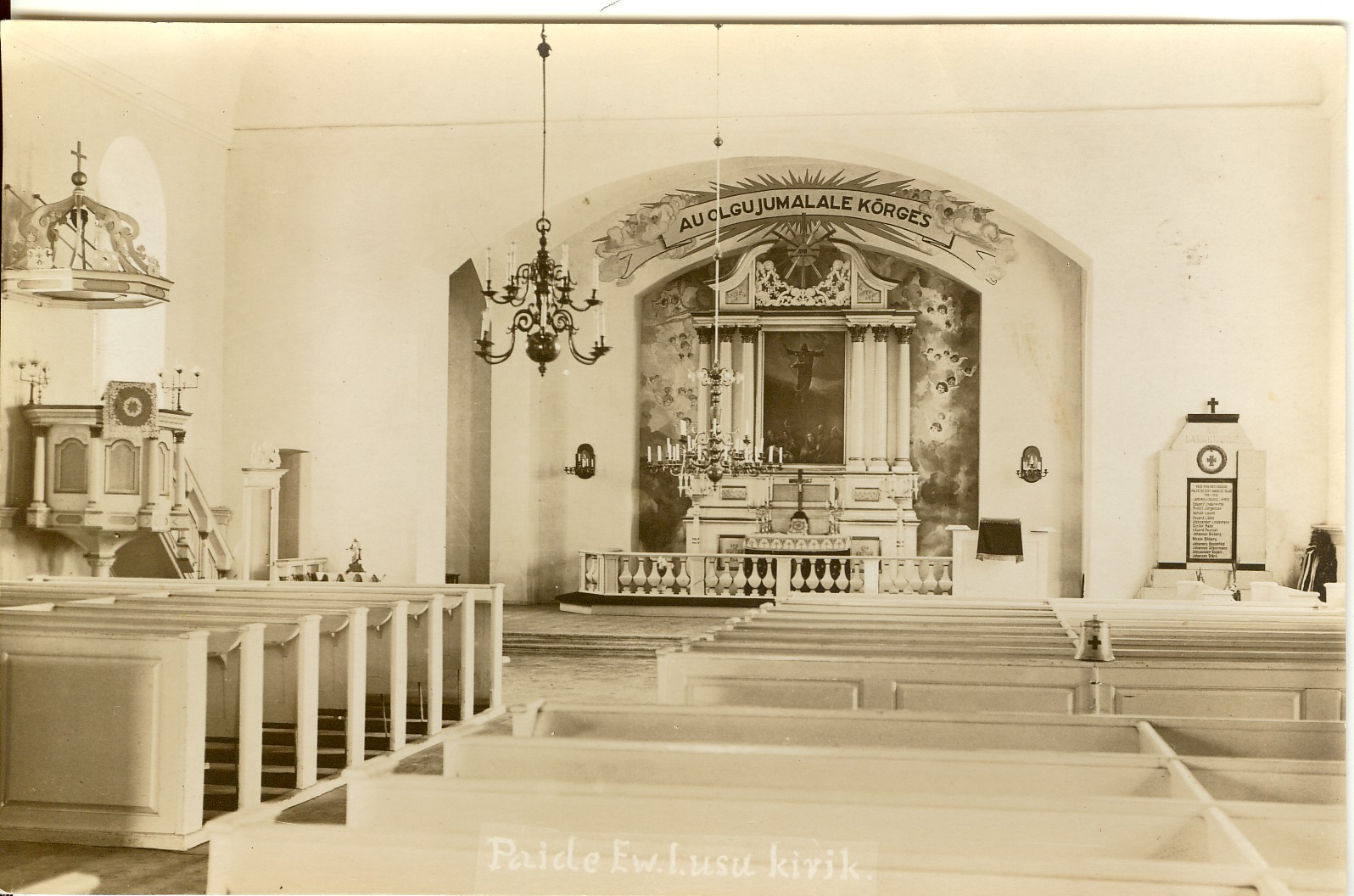
دهه ۱۹۳۰
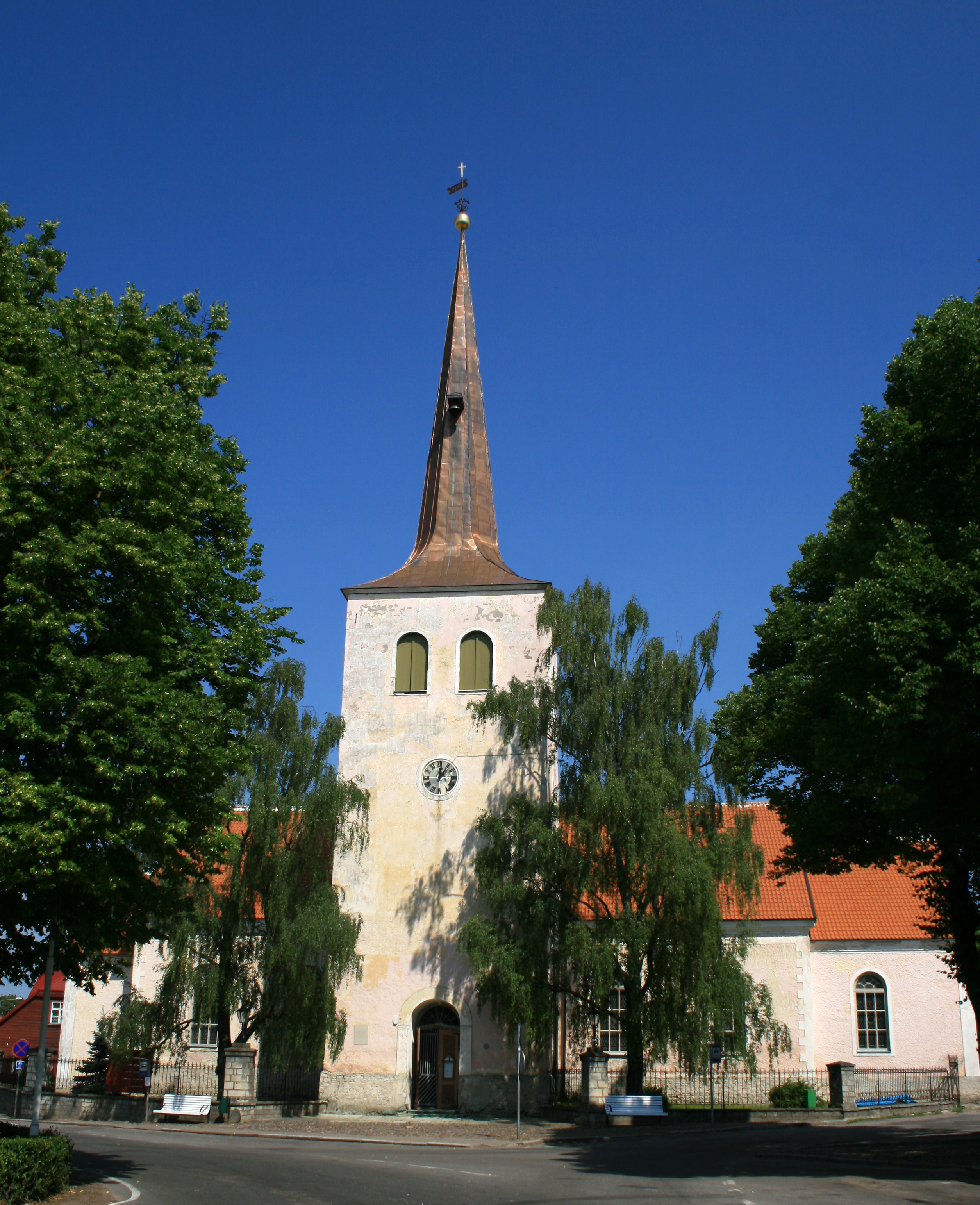
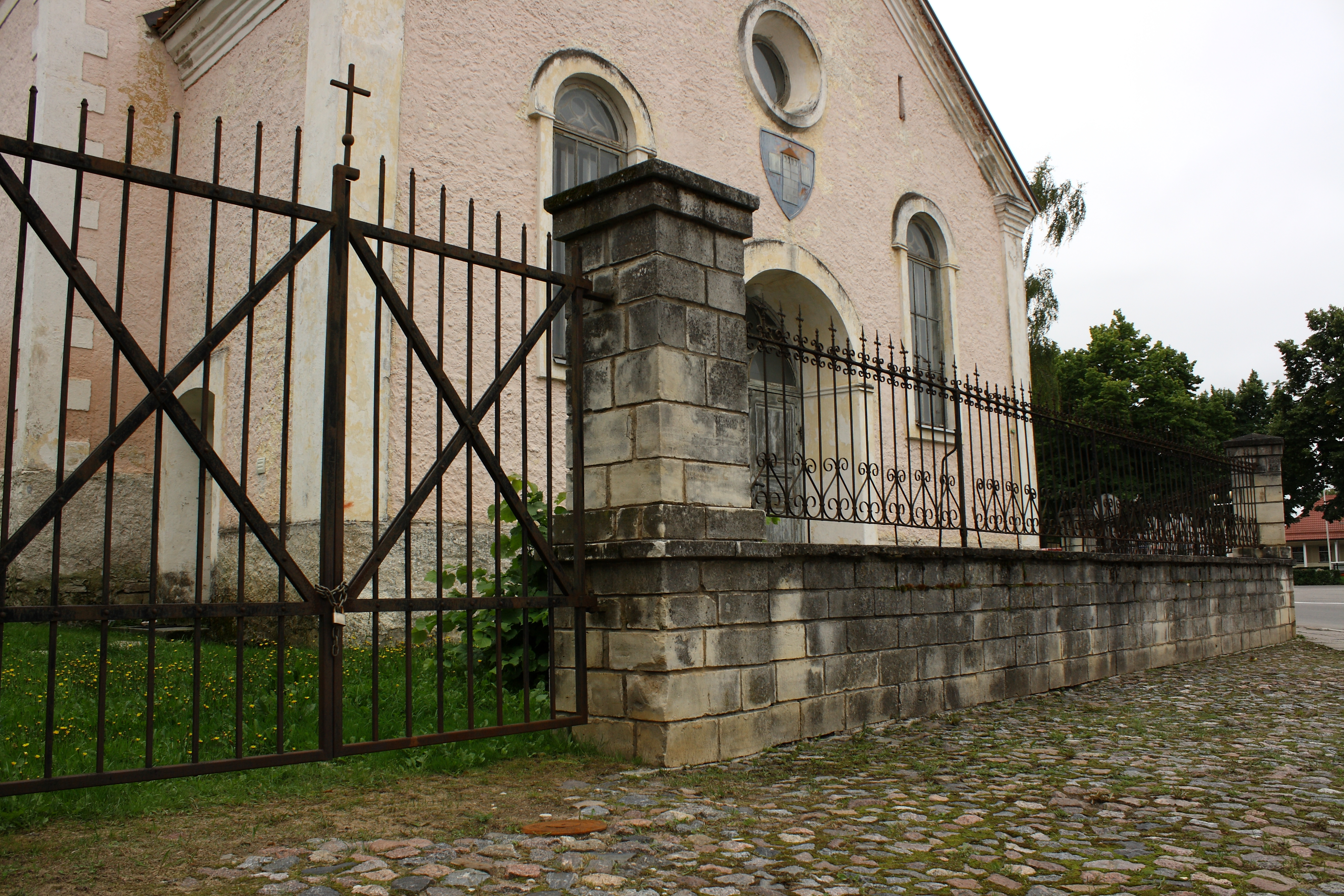
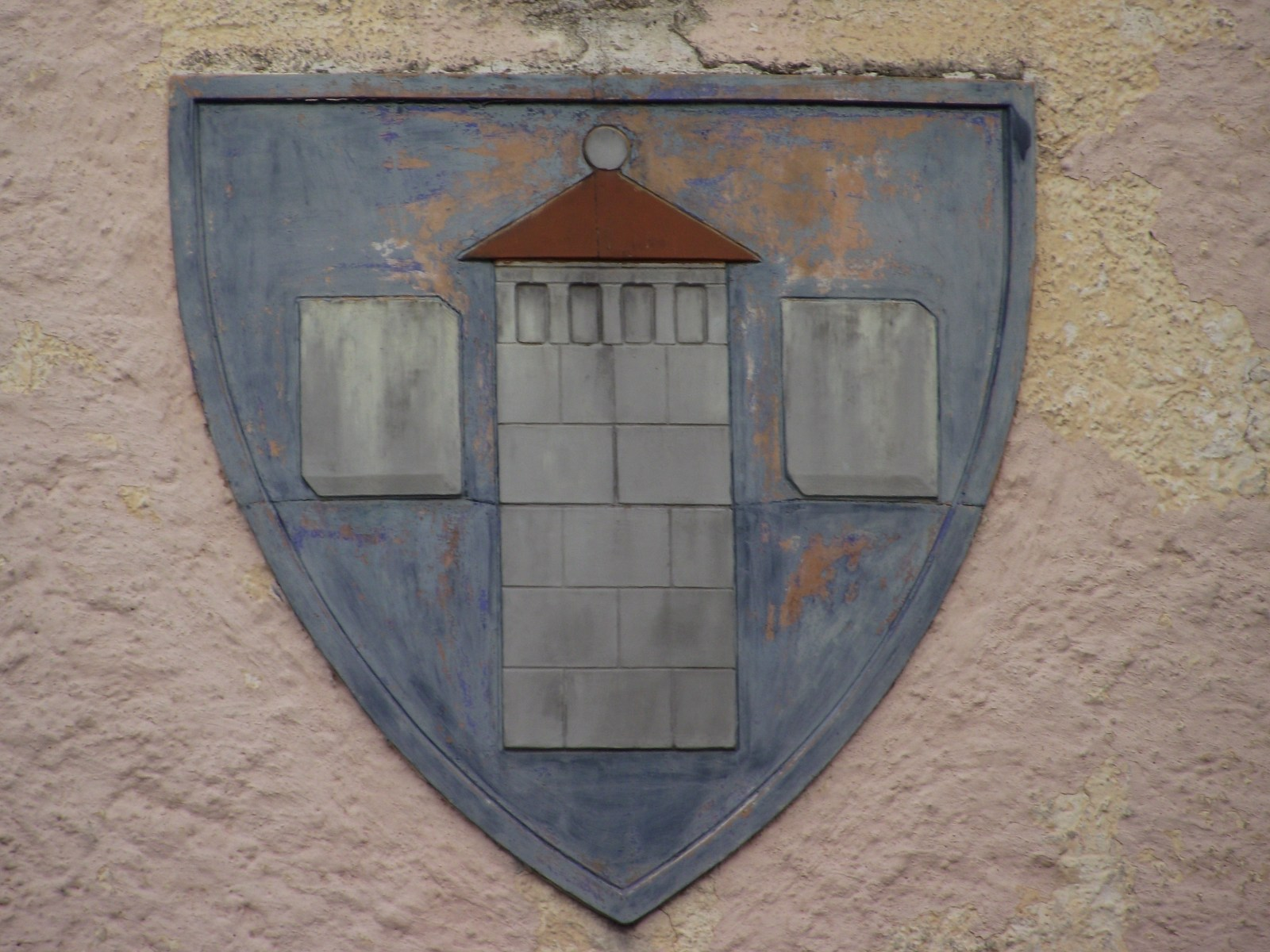